# Louis de Beaufort
Louis de Beaufort fue un historiador nacido en los Países Bajos en 1703 y fallecido  en 1795, considerado como el fundador de la crítica en la Historia, en la Edad Moderna.
El trabajo de que hablamos no data de ayer. Desde el renacimiento literario del siglo XVI quedó abierta la discusión. Ya en una disertación en 1685 Perizonius señala como el fundamento de las primeras narraciones de la historia romana, eran antiguas canciones populares, esos elogios fúnebres, esos poemas heroicos, de que hablaba Catón el Viejo en su "Libro de los Orígenes", y que muchos siglos antes de su edad se cantaban en la mesa de los grandes en honor a los héroes, de que aquellos magnates tenían la pretensión de descender y que Cicerón sintió que ya no estuviesen en uso. Perizonius invita a los espíritus serios y reflexivos a que se mantengan en guardia contra esa especie de narraciones poéticas; esa observación aún cuando ha sido reproducida en nuestros días, y por decirlo así, puesta de relieve y con mayor claridad, no era, en verdad nueva. En 1738, sin hacer mención de muchas lecturas y controversias sostenidas sobre el mismo asunto en el seno de la Academia de Bella Letras, Louis de Beaufort publicó su disertación sobre lo incierto de los cinco primeros siglos de la historia romana (cita sacada de la obra "Explicación histórica de las Instituciones del emperador Justiniano", Madrid: L. López, 1873; autor. J.L.E. Ortolan).

## Biografía
Louis nació en La Haya, de parientes hugonotes nativos de Francia, establecidos en Alemania y Holanda, y fue tutor durante algún tiempo del joven príncipe de Hesse-Homburg, Frederick Charles Louis Guillaume, landgraviato, principado de Alemania, incluido en el calvinista Gran Ducado de Hesse-Darmstadt.
También fue miembro de la "Royal Society of London", Londres, donde pasó una temporada, y falleció en Maastrich, después de haber publicado interesantes obras sobre la Antigua Roma, y es de los primeros que aplicó la reglas de la crítica a las leyendas recogidas por Tito Livio y Dionisio de Halicarnaso.
Su primer ensayo fue una "Disertación sobre la incertidumbre de los cinco primeros siglos de la historia romana", 1738 y 1750, en que la crítica en ella relevada y la solución que sobre la leyenda romana propone, le aseguraron el puesto de honor entre los antecesores del historiador de Alemania Barthold Georg Niebuhr, a quien en este concepto y particularmente en algunas partes del libro, nada dejó que hacer, inclinándose al escepticimo en la historia primitiva de Roma, colocándola en la clase de las fábulas, y el sentido inicial de la crítica de Beaufort en su primera juventud, moderó treinta años después y produjo en la plenitud de sus fuerzas intelectuales una exposición extensa y acertada, de la constitución política de Roma en "La República de Roma o plan general del gobierno de Roma", adornada con sabia crítica y observaciones juiciosas y numerosas citas.
Lleva la última obra citada en su portada una especie de índice de materias que no es más que el título desarrollado y cuya lectura basta para formarse idea del criterio a que el trabajo obedecía y la influencia que el movimiento político de la obra hubo de ejercer en su elaboración, y consiguió tratar con acierto las más graves cuestiones y hacer una revolución ajena a su pensamiento, y enaltece esta obra la abundancia de materiales de la antigüedad histórica tomados directamente de las fuentes más puras, perspicacia y sano juicio que resplandece, realzando la solemnidad de los momentos críticos de la política con la adecuada severidad de la frase y retratando vivamente la lucha de clases y su influjo sobre el desarrollo de la constitución romana , esclareciendo y ordenando otros puntos oscuros o equivocados. No obstante, aunque su indagación es clara y con estilo sencillo pero noble, no llegaba a ser profunda, no penetraba bastante en su fondo y no poseía la perseverancia necesaria para seguir hasta el fin del camino que con tanta seguridad había emprendido.
Su tercera obra es una biografía de Germánico, militar romano, cónsul en el año 12, por sus mandos importantes en Dalmacia como Panonia, batió a Arminio jefe de los germanos en el año 16, , sofocó posteriormente las revoluciones de Armenia, y fue orador, poeta y autor de alguna reputación según Suetonio y Plinio, solo fragmentos; pero su traducción al latín de "Phainomena de Aratusi", evidencia considerable talento en la versificación y superior en mérito a un trabajo similar de Cicerón (una buena edición de sus obras en "Caesaris Germanici opera omnia: aratea phaenomena", 1728).

## sigloXVI: comienzo de la crítica literaria
- Todos los antiguos historiadores, ateniéndose a las tradiciones fabulosas y contradictorias de Tito Livio, Dionisio de Halicarnaso y de otros escritores, que nos han transmitido noticias de los tiempos oscuros de Roma, nos refieren hechos fabulosos, que fueron aceptados y repetidos hasta el siglo XVI.
- A partir del siglo XVI la crítica comenzó a desplegar sus alas y se dudó si en la historia del origen de Roma, los historiadores habían iluminado la noche de sus orígenes con los efectos brillantes, pero engañosos de la fábula, es decir, si la historia del origen de Roma eran hechos verídicos o más bien un conjunto de invenciones tradicionales, fabulosas e inverosímiles.
- Desde esa época, pues la crítica empezó a ejercer su imperio en el mundo literario y sometió especialmente a un rígido examen a los antiguos historiadores de Roma y el citado presentimiento no tardó en convertirse en escepticismo profundo con respecto a los orígenes de Roma: la crítica pasó del escepticismo que duda, al escepticismo que niega, del dogmatismo que niega al dogmatismo que afirma.
- Fueron ingenios independientes los que advirtieron las contradicciones históricas sin temor que les tachasen de temerarios, por el hecho de revelarlos (Lorenzo Valla fue el primero que puso en claro los defectos de los historiadores de la Roma primitiva).
- Jules Michelet explica lo dicho de la siguiente manera:
  - En el siglo XVI, un amigo de Erasmo de Róterdam, el suizo  Glareano, emprendió el examen de Tito Livio, pero con timidez y respeto (aunque quedando oprimido por la indignación del vulgo docto).
  - En el siglo XVII Giulio Cesare Scaligero y Justo Lipsio, habían comunicado ya a la crítica la universalidad de sus conocimientos.
  - Entonces se introdujo en la crítica y hasta en la filosofía, el espíritu de la duda, que se presentó más robusto en "Animadversiones" de Perizonio, el cual demostró en muchos encuentros las contradicciones de los antiguos y en haber reconocido las huellas de los cantos populares de la Roma primitiva ( su libro dice Pierre Bayle, es la fe de erratas de la Historia y de la Crítica)
  - Apareció finalmente el verdadero reformador y este fue Luis de Beaufort, quien sustanció un proceso muy severo de los tiempos primitivos de Roma en su pequeño y admirable libro "Disertación sobre la incertidumbre sobre los cinco primeros siglos de la historia de Roma", y apreció con escrupulosidad las fuentes históricas, indicó sus lagunas, sus contradicciones y las falsificaciones genealógicas.
- Contribuyeron también a desvanecer la fábulas tradicionales de la antigua historia de Roma, los trabajos de Giambattista Vico, Pouilly, una disertación a los cuatro siglos de Roma, publicada en el volumen 9 de "Memorias de la Acdaemia de Inscripciones", leída en diciembre de 1722,  contra quien levantó su voz el abate Sallier, Montesquieu y con especialidad los de Niebuhr (también se atrevieron a fijar su vista Mario Pagano y Melchor Delfico, aunque sin la senda trazada por Vico, y también Lancelote Secondo que ya en el año 1667 escribió "Sobre los errores de los historiadores antiguos" y Federico Cavriani que rechazó la existencia de Rómulo y cree que los Sabinos subyugaron a la raza establecida en el Palatino, imponiéndole rey, dios y nombre).
- G. Schlegel adoptó casi enteramente la opinión de Niebuhr, si bien la impugnó en algunas particularidades, negando principalmente que fueron épicos los poemas que se cantan en los convites, y se separa enteramente de Nieburh, Wilhelm Wachsmut, pero combate también a Tito Livio y las opiniones antiguas.

## Obra
- La République romaine ou plan général de l'ancien gouvernement de Rome, París, 1767.
- Bibliotheque Britannique, ou histoire des ouvrages des savans de la Grande-Bretagne, La Haya: Pierre de Hondt, 1743.
- Histoire de César Germanicus, Leyde: chez Jean & Her. Verbeek, 1741.
- Disertation sur l'incertitude des cinq premiers siècles de l'histoire romaine, Utrecht, chez Etienne Neaulme, 1738; 1750. (La edición de 1866, introducción y notas de Alfred Blot, profesor de historia del "Collëge Stanislas").